# Johann Christian Lossius
Johann Christian Lossius (* 22. April 1743 in Liebstedt, Sachsen-Weimar; † 8. Januar 1813 in Erfurt) war ein deutscher Philosoph. In der philosophischen Diskussion um anthropologische Fragen leistete er Beiträge zu Bewusstseinstheorien, die er auf den neurophysiologischen Forschungsstand seiner Zeit bezog. 

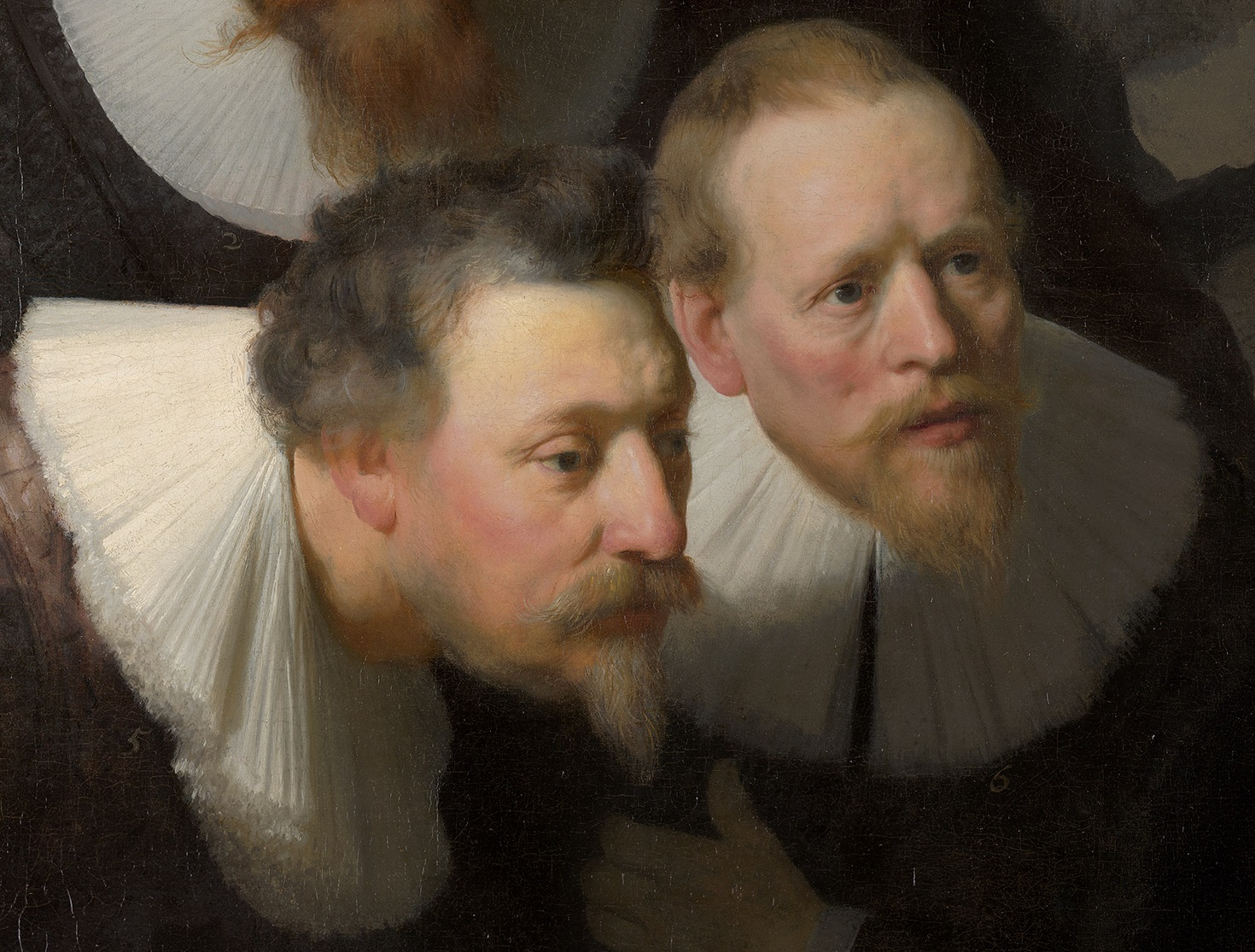
Das Interesse an Bau und Funktion des menschlichen Körpers hatte bereits in der Renaissance Wissenschaftler, Künstler und Laien ergriffen. In nachreformatorischer Zeit waren viele Menschen nur noch bereit, das zu glauben, was ihnen selber glaubwürdig zu sein schien. Menschen folgten auch öffentlich stärker ihren eigenen Interessen. Anatomie und Physiologie riefen europaweit öffentliches Interesse hervor. Auch Philosophen teilten dieses Interesse. Lossius gehörte zu ihnen. Mit diesem Interesse wurden Ideale und Vorstellungen über den Menschen laut, die sich von den herrschenden unterschieden.

## Leben
Lossius studierte in Jena Philosophie. Zum Studium gehörten auch theologische Veranstaltungen. Unter seinen Kommilitonen in Jena und späteren Kollegen der Universität Erfurt war Christian Gotthilf Salzmann, der Jahre später das Philanthropinum bei Gotha gründete. 1770 erhielt Lossius einen Lehrstuhl für Philosophie an der Universität Erfurt und 1772 ebenfalls in Erfurt einen Lehrstuhl für Theologie. Zeitgleich dazu begann sein Vetter Kaspar Friedrich Lossius sein Studium an der Universität Erfurt, der als Dichter und Verfasser von religionspädagogischen Schriften bekannt geworden ist. Er besuchte u. a. Johann Christians Vorlesungen über Metaphysik, Naturrecht und Moralphilosophie.
Viele deutsche Universitäten hatten in dieser Zeit das Problem, intellektuell hinter den allgemeinen zeitgeschichtlichen und wissenschaftlichen Veränderungen zu bleiben. Lossius gehörte zu einer Gruppe von Professoren, die nach Erfurt berufen worden waren, um die Inhalte der Lehre zu modernisieren. Außer Lossius waren dies auch der Dichter Christoph Martin Wieland, der Philosoph, Kunstwissenschaftler und Schriftsteller Friedrich Justus Riedel, und der Theologe Carl Friedrich Bahrdt. Lossius hielt an der katholisch dominierten Universität Erfurt Vorlesungen über Locke, Berkeley, Hume, Helvetius und Montaigne.
1775 veröffentlichte er Physische Ursachen des Wahren. Er diskutierte und erläuterte darin mögliche Beziehungen zwischen Gehirn- und Denkvorgängen und die sich daraus ergebenden Folgen für die Philosophie. Es folgten weitere Veröffentlichungen wie Hannibal, ein physiognomisches Fragment (1776), die durch eine Abhandlung Ueber die Physiognomik des Aristoteles (1777) ergänzt wurde. Dieser hatte er ein zweibändiges Werk über neurophysiologisch fundierte Logik mit dem Titel Unterricht der gesunden Vernunft (1777) vorausgeschickt. In seiner Schrift Etwas über die kantische Philosophie in Hinsicht des Beweises vom Daseyn Gottes (1789) vertrat er im Unterschied zu Kant die Auffassung, dass für philosophische Begründungen einfache Schlussfolgerungen ausreichend sein dürften. Er schlug ferner vor, anstelle metaphysischer Vorgehensweisen eines Christian Wolffs und Immanuel Kants philosophische Begriffe und Ideen durch Beschreibungen im Hinblick auf neurophysiologische Veränderungen in Organen und im Zusammenhang mit konkreten Beispielen zu definieren. In diesem Sinne erschien 1808 sein vierbändiges und kenntnisreiches Werk Neues philosophisches allgemeines Real-Lexikon, dessen Definitionen mit rationalistischen kontrastierten.

## Hauptgedanken seiner Philosophie

### Philosophie muss von der Gegenwart ausgehen

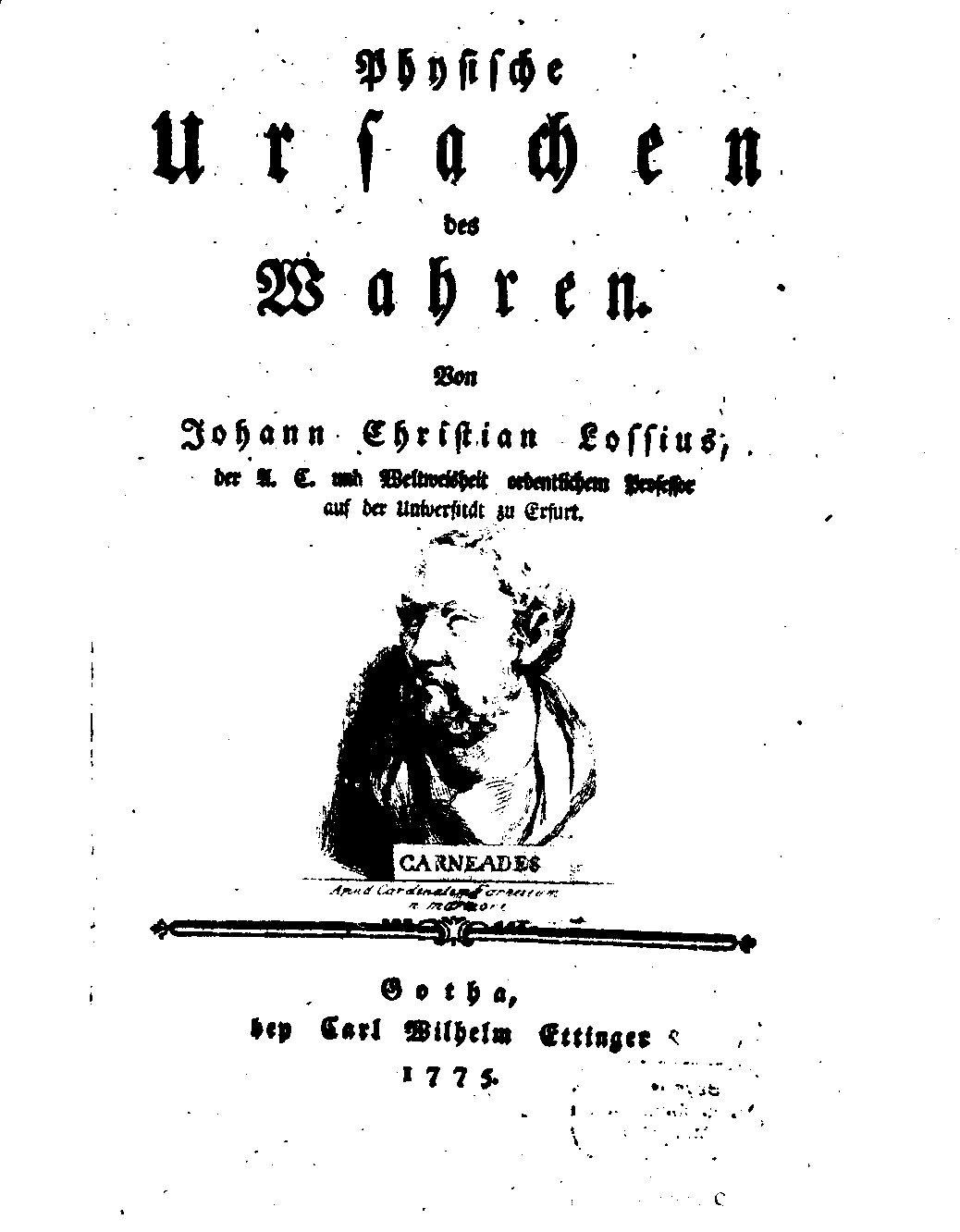
„Mehr als zu gewiß ist es, daß wir durch die Sinne, das von den Dingen erkennen, was sie für unsre Organen sind, und brauchen wir wohl etwas mehr zu wissen? Ist dieses nicht genug, um allen unseren Bedürfnissen abzuhelfen? ... Das Gefühl ... legt uns eine gewisse Nothwendigkeit auf, daß wir nicht anders können, als das für wahr zu halten, was wir empfinden, und was empfinden wir denn? ... nicht die Objekte; sondern den veränderlichen Zustand unserer Organen.“ S. 144.

Lossius gilt heute als führender Philosoph der Spätzeit der deutschen Aufklärung. Ein Blick in die Geschichte der antiken Philosophie genüge nicht, um herauszufinden, was Menschen für eine Art von Wahrheit finden können, sondern die Gegenwärtigen müssten eine eigene Untersuchung darüber anstellen, schrieb er auf den ersten Seiten seiner Schrift Physische Ursachen des Wahren. Er ging für alle seine philosophischen Überlegungen davon aus, dass Menschen nur das wissen können, was ihnen ihre körpereigenen „Fiberschwingungen“ als Eindrücke ermöglichten. Die Quantität und Qualität naturwissenschaftlicher und insbesondere neurophysiologischer Forschungsergebnisse über den Menschen waren seit der Renaissance angewachsen. Diese Weiterentwicklung war u. a. der Anlass dafür, dass europaweit die Eignung rationalistischer Konzepte und der Metaphysik fürs Philosophieren in Frage gestellt wurden. Lossius nannte John Locke, Anthony Ashley Cooper, 3. Earl of Shaftesbury, Charles Bonnet, Étienne Bonnot de Condillac, James Beattie, Abraham Tucker (1705–1774; Pseudonym: Edward Search), David Hume, George Berkeley, Thomas Reid, Adam Ferguson, Claude Adrien Helvétius, Michel de Montaigne, Jean-Baptiste de Boyer, Marquis d’Argens als Mitdenker, bei deren Lektüre er sich für seine Schlussfolgerungen Bestätigung oder Kritik eingeholt habe.

### Wahr ist das, was Menschen in Relation auf körperliche Empfindungen für wahr halten
Denken fasste Lossius im Wesentlichen als Ergebnis von „Fiberschwingen“ der Nerven im Gehirn auf. Heute würde man sagen, Denken sei ein emergentes Phänomen neurophysiologischer Vorgänge. Beim Denken werde mit Ideen hantiert, die aus bewusst empfundenen Veränderungen in den Organen hervorgehen. Eine andere Möglichkeit zu Gedanken und Ideen zu kommen, habe der Mensch nicht. „Die Seele kann nichts wahrnehmen, außer das, was ihr Körper ihr ermöglicht“, meinte Lossius zusammenfassend. Die Rede der Metaphysiker über Wahrheit bedeute daher eigentlich nichts. Wenn man aber auf die Bezeichnung wahr nicht verzichten wolle, könne man darunter philosophisch nur das verstehen, was Menschen im Hinblick auf ihre Körperwahrnehmungen für wahr halten. Den Dualismus von Leib und Seele stellte er im Hinblick auf seine christlich-theologischen Auffassungen nicht in Frage. Er teilte aber die Sichtweise von Blaise Pascal, dass Glauben mit der Philosophie nicht vermischt werden sollte. Metaphysische bzw. transzendentalphilosophische Wahrheitskonzepte hielt er daher für die alltägliche Lebenspraxis für überflüssig.

### Die menschliche Physis schafft Grundlagen für eine gesunde Vernunft
Für menschliches Wissen und Handeln folge aus diesen Grundsätzen Ungewissheit und Unsicherheit. Doch sähe er keine Gefahr deshalb philosophisch im Skeptizismus zu enden. Unsere neurophysiologische Organisation bewirke Empfindungen, auf die hin wir die Existenz von Dingen mit ausreichender Sicherheit annehmen können. Was ein Mensch für wahr halte, sei Ausdruck angenehmer Empfindungen, die Gehirnvorgänge auslösten. Die absolute Gewissheit aber bleibe in den Dingen selber. Man könne beobachten, dass Menschen auf Grund dieser Empfindungen in der Lage seien, eigene Schlussfolgerungen und eigene Entscheidungen zu treffen, ohne verzwickten metaphysischen Überlegungen zu folgen. So könne jeder seinen Beitrag zur Philosophie leisten.
Auch unser Handeln sei auf unsere Empfindungen bezogen. Das Urteil 'gut' entspreche angenehmen körperlichen Empfindungen, die eigenes oder fremdes Handeln begleiten. Im Alltag gingen Menschen von dem aus, was sie auf Grund von Beispielen anderer für gut und richtig empfinden. Dies gälte für Menschen aller Kulturen und dieses Empfinden sei Grundlage jeder Moral. : „Wo hat man jemals eine boshafte Handlung gelobt, oder den Boshaften selbst für glücklich gehalten, wenn er seine Absichten erreicht hat?“ Die allgemeinmenschliche Fähigkeit aus Offensichtlichem zutreffende Überlegungen anstellen zu können, bezeichnete Lossius als gesunde Vernunft. Die „gesunde Vernunft“ sei nichts weiter, als was eine Rechenprobe in der Arithmetik ist. Die Vernunft hantiere mit Dingen, die ihr im Hinblick auf unsere körperlichen Empfindungen zum Denken überlassen seien. In seiner Schrift Unterricht der gesunden Vernunft finden sich dazu genauere Ausführungen.

### Philosophieren, um sich im Leben zurechtzufinden
Begriffe und damit unser Denken dürften klarer und deutlicher werden können, wenn man sie an konkreten Dingen und dem Bau und der Funktion unser körperlichen Organe erläutere. Schon Kinder könnten dies an kontinuierlicher Betrachtung konkreter Beispiele lernen. Die Bildung trage so dazu bei, dass Menschen Vorstellungen entwickeln, die ihnen im Leben Orientierung geben können. Diesen Gedanken setzte Lossius in seiner Realenzyklopädie um. Er verarbeitete darin den Kenntnisstand seiner Zeit und erläuterte diesen an konkreten Beispielen, wie naturwissenschaftlichen Experimenten oder er beschrieb verschiedene Auffassungen zu philosophisch relevanten Fragen. Auf diese Weise könne jeder sich selbst ein Bild machen, meinte er. Dieses Vertrauen in die Fähigkeit jedes Menschen seinen eigenen Körperempfindungen entsprechend Personen- und Sachverhalte zutreffend einschätzen zu können, kommentierte er mit einem Zitat von Locke: Es sei sehr unwahrscheinlich, dass 'Gott mit seinen Gaben gegen die Menschen so sparsam gewesen sei, dass er sich damit begnügt habe, nur Geschöpfe mit zwei Beinen hervorzubringen, die Sorge aber, vernünftige Geschöpfe aus ihren zu machen, dem Aristoteles überlassen haben sollte.

## Reaktionen und Wirkungen
Die großen Metaphysiker seiner Zeit hatten für philosophische Ideen, wie Lossius und andere sie verbreiteten, nicht viel übrig. Hegel und Kant bezeichneten sie als „Populärphilosophie“, die aus ihrer Sicht wesentliche Probleme der herrschenden, idealistischen (spekulativen und kritischen) Philosophie ignorierte. Kant rückte neurophysiologische Sichten in das Licht des Determinismus. Dieser widersprach den damals erstrebten Zielen der Aufklärung, insbesondere der Freiheit. Physiologische Menschenkenntnisse übersähen die Freiheit des Menschen, so Kant. Diese Freiheit könne nur seine pragmatische Anthropologie begründen. Körperbezogene Begründungen der Moral hielt Kant für „pathologisch“. „Wenn Eudämonie ... statt der Eleutheronomie (des Freiheitsprincips der inneren Gesetzgebung) zum Grundsatze aufgestellt wird, so ist die Folge davon Euthanasie (der sanfte Tod) aller Moral.“
Heute äußern Philosophen, die neurophysiologische Forschungsergebnisse als ungeeignet für philosophische Weiterentwicklungen ansehen, u. a. dass man die jeweils unterschiedlichen Perspektiven von Philosophie und Naturwissenschaften nicht vermischen dürfe. Sie halten neurophysiologische Behauptungen für „Frechheiten“ und unterstellen „Kategorienfehler“.
Der Mathematiker und Pädagoge Ephraim Salomon Unger besuchte kontinuierlich drei Jahre lang die philosophischen Vorlesungen von Lossius. Er gründete 1820 zusammen mit seinem Bruder eine private Schule, die wissenschaftliche Inhalte in Beziehung zu den Dingen vermittelte, mit denen Menschen in Verbindung stehen. 1844 wurde diese Idee der Realschule auf Grund der großen Nachfrage der Bürger von der Stadt Erfurt in eine öffentliche Schule übernommen. Andere Städte in Thüringen waren der Initiative Ungers auch gefolgt.

## Werke
- Physische Ursachen des Wahren. 1775. Vollständig bei Google.
- Hannibal: ein physiognomisches Fragment. 1776.
- Unterricht der gesunden Vernunft. 1777.
- Ueber die Physiognomik des Aristoteles 1777.
- Neueste philosophische Literatur. 1780. Vollständig bei Google.
- Etwas über Kantische Philosophie in Hinsicht des Beweises vom Daseyn Gottes. 1789.
- Neues philosophisches allgemeines Real-Lexikon.1803. Vollständig bei Google.
- Die Gallsche Schädellehre in critischer, psychologischer und moralischer Hinsicht.1808.